# Edmond Delhougne (jr.)
Edmond Marie August Henri (Edmond) Delhougne (Roermond, 8 februari 1932 – aldaar, 23 april 2013) was een Nederlands genealoog.

## Levensloop
Hij was zoon van Edmond Delhougne (sr.), president van de Rechtbank Roermond, en zijn vrouw Anny Mostart. Hij studeerde rechten in Nijmegen. Op vroege leeftijd had hij al interesse in archiefonderzoek. Nog tijdens zijn studententijd begon hij zich toe te leggen op de genealogie. Van 1952 tot 1966 was hij redacteur van het genealogisch tijdschrift De Limburgse Leeuw. In 1957 richtte hij in Roermond het Instituut voor Genealogie en Streekgeschiedenis op, de tegenwoordige Stichting Edmond Delhougne. In 1956 verscheen het eerste deel van het twee delen tellend boekwerk Genealogieën van Roermondse geslachten en in 1957 het eerste deel van het vier delen tellende Genealogieën, met daarin kwartierstaten van bekende Limburgse families. In 1964 schreef hij ter gelegenheid van het 25-jarig jubileum van zijn vader als rechtbankpresident een verzameling biografieën van leden van de Roermondse rechtbank vanaf 1800. Deze verzameling werd gepubliceerd in De Limburgse Leeuw. Delhougne bleef tot zijn dood voorzitter van het Instituut voor Genealogie en Streekgeschiedenis.
Vanuit de uitvoerige wens van Edmond Delhougne om genealogie als een wetenschap te laten erkennen, heeft zijn Stichting in 2021 een duurzaam partnerschap met de Universiteit Antwerpen gesloten om de expertise in genealogie te koppelen aan de huidige revolutie in de genetica en biomedische wetenschappen. Deze uitdaging wordt op academisch niveau gerealiseerd samen met genetisch genealoog prof dr. Maarten Larmuseau van de Katholieke Universiteit Leuven en Universiteit Antwerpen als onderdeel van de vakgroep erfgoedstudie.
- Gemeinsame Normdatei: 122115236
- International Standard Name Identifier: 0000 0000 5087 8517
- Library of Congress Control Number: nr88005266
- Nederlandse Thesaurus van Auteursnamen: 069099545
- Virtual International Authority File: 21985287
- WorldCat: E39PBJh4tfyBpbgCJBMTvRBF8C